# Ferdinand Philipp von Lobkowicz
Ferdinand Philipp von Lobkowicz, VI principe Lobkowicz, in italiano Ferdinando Filippo di Lobkowicz, detto anche Ferdinando I (Praga, 27 aprile 1724 – Vienna, 14 gennaio 1784), fu principe di Lobkowicz dal 1739 al 1784.

## Biografia
Figlio secondogenito del principe Philipp Hyazint von Lobkowicz e di sua moglie, la contessa Anna Maria Wilhelmina von Althann, Ferdinand Philipp nacque a Praga nel 1724. Alla morte improvvisa di suo padre, nel 1727 suo fratello maggiore Wenzel Ferdinand gli succedette come principe Lobkowicz, ma morì appena due anni dopo all'età di sedici anni e pertanto egli ottenne di divenire il capo della sua casata.
Con l'inizio della Guerra di successione austriaca, quando Federico il Grande di Prussia decise di invadere la Slesia per minare i possedimenti austriaci nell'area e conquistarli a favore della Prussia per le importanti risorse minerarie ivi presenti, Ferdinand Philip, la cui famiglia era da più di un secolo strenuamente fedele alla causa viennese, decise di supportare Federico contro le pretese dell'imperatrice Maria Teresa d'Austria per proteggere i propri possedimenti in Slesia ed in particolare il ducato di Sagan che la sua famiglia aveva acquisito da circa ottant'anni e che occupava gran parte del Ducato di Slesia. Questa fu probabilmente una delle ragioni principali per cui egli fu uno dei due soli principi della famiglia Lobkowicz a non venire insignito dell'Ordine del Toson d'oro, la più alta onorificenza austriaca.
Sempre per proteggere i propri interessi, Ferdinand Philipp cercò di scongiurare il più possibile la guerra in Slesia ed in Boemia, ma quando si accorse che lo scontro tra Prussia ed Austria non poteva essere rimandato, si risolse ad abbandonare la Boemia. Sapendo di non essere certamente bene accolto a Vienna, Ferdinand Philip decise di trasferirsi in Inghilterra ove trascorrerà gran parte della sua vita, accompagnato dal noto musicista e compositore Christoph Willibald Gluck che era suo stipendiato nell'orchestra di Palazzo Lobkowicz.
Tornò in Boemia dopo la fine della guerra e portò al suo palazzo due dipinti del Canaletto acquistati a Londra che andarono ad arricchire la sua già importante collezione artistica.
Morì a Vienna nel 1784 dopo essersi riconciliato con la casata imperiale austriaca. La sua salma venne in seguito trasferita presso la chiesa di Sv. Václav a Roudnice.

## Matrimonio e figli
Ferdinando Philipp sposò per procura a Settimo Torinese (presso Torino) il 24 giugno 1769 e poi ufficialmente a Vienna il 10 luglio 1769, la principessa Gabriella di Savoia (1748-1828), figlia del principe Luigi Vittorio di Savoia-Carignano. La coppia ebbe un solo figlio:
- Joseph Franz Maximilian (1772-1816), VII principe Lobkowicz, duca di Sagan, duca di Roudnice, sposò la principessa Maria Karolina zu Schwarzenberg

## Albero genealogico
|                                                           |                                              |                                                                                    | Genitori                                                          |  |  | Nonni |  |  | Bisnonni                                                |  |  | Trisnonni                                              |  |
|                                                           |                                              |                                                                                    |                                                                   |  |  |       |  |  | Wenzel Eusebius von Lobkowicz, II principe di Lobkowicz |  |  | Zdenek Adalbert von Lobkowicz, I principe di Lobkowicz |  |
|                                                           |                                              |                                                                                    |                                                                   |  |  |       |  |  | Wenzel Eusebius von Lobkowicz, II principe di Lobkowicz |  |  | Zdenek Adalbert von Lobkowicz, I principe di Lobkowicz |  |
|                                                           |                                              | Polyxena von Pernstein                                                             |                                                                   |  |  |       |  |  | Wenzel Eusebius von Lobkowicz, II principe di Lobkowicz |  |  |                                                        |  |
| Ferdinand August von Lobkowicz, III principe di Lobkowicz |                                              |                                                                                    |                                                                   |  |  |       |  |  | Wenzel Eusebius von Lobkowicz, II principe di Lobkowicz |  |  |                                                        |  |
|                                                           |                                              | Sofia Augusta del Palatinato-Sulzbach                                              | Augusto del Palatinato-Sulzbach                                   |  |  |       |  |  |                                                         |  |  |                                                        |  |
|                                                           |                                              | Sofia Augusta del Palatinato-Sulzbach                                              | Augusto del Palatinato-Sulzbach                                   |  |  |       |  |  |                                                         |  |  |                                                        |  |
|                                                           |                                              | Sofia Augusta del Palatinato-Sulzbach                                              | Edvige di Holstein-Gottorp                                        |  |  |       |  |  |                                                         |  |  |                                                        |  |
| Philipp Hyazint von Lobkowicz, IV principe di Lobkowicz   |                                              | Sofia Augusta del Palatinato-Sulzbach                                              |                                                                   |  |  |       |  |  |                                                         |  |  |                                                        |  |
|                                                           |                                              | Maurizio Enrico di Nassau-Hadamar                                                  | Giovanni Ludovico di Nassau-Hadamar                               |  |  |       |  |  |                                                         |  |  |                                                        |  |
|                                                           |                                              | Maurizio Enrico di Nassau-Hadamar                                                  | Giovanni Ludovico di Nassau-Hadamar                               |  |  |       |  |  |                                                         |  |  |                                                        |  |
|                                                           |                                              | Maurizio Enrico di Nassau-Hadamar                                                  | Ursula di Lippe                                                   |  |  |       |  |  |                                                         |  |  |                                                        |  |
| Claudia Francesca di Nassau-Hadamar                       |                                              | Maurizio Enrico di Nassau-Hadamar                                                  |                                                                   |  |  |       |  |  |                                                         |  |  |                                                        |  |
|                                                           |                                              | Ernestina Carlotta di Nassau-Siegen                                                | Giovanni VIII di Nassau-Siegen                                    |  |  |       |  |  |                                                         |  |  |                                                        |  |
|                                                           |                                              | Ernestina Carlotta di Nassau-Siegen                                                | Giovanni VIII di Nassau-Siegen                                    |  |  |       |  |  |                                                         |  |  |                                                        |  |
|                                                           |                                              | Ernestina Carlotta di Nassau-Siegen                                                | Ernestina Iolanda di Ligne                                        |  |  |       |  |  |                                                         |  |  |                                                        |  |
| Ferdinand Philipp von Lobkowicz, VI principe di Lobkowicz |                                              | Ernestina Carlotta di Nassau-Siegen                                                |                                                                   |  |  |       |  |  |                                                         |  |  |                                                        |  |
|                                                           | Michael Wenzel von Althann, conte di Althann | Michael Adolf von Althann, conte di Althann                                        |                                                                   |  |  |       |  |  |                                                         |  |  |                                                        |  |
|                                                           | Michael Wenzel von Althann, conte di Althann | Michael Adolf von Althann, conte di Althann                                        |                                                                   |  |  |       |  |  |                                                         |  |  |                                                        |  |
|                                                           | Michael Wenzel von Althann, conte di Althann | Maria Eva von Sternberg                                                            |                                                                   |  |  |       |  |  |                                                         |  |  |                                                        |  |
| Michael Ferdinand von Althann, conte di Althann           | Michael Wenzel von Althann, conte di Althann |                                                                                    |                                                                   |  |  |       |  |  |                                                         |  |  |                                                        |  |
|                                                           |                                              | Anna Maria Elisabeth d'Aspremont-Lynden, contessa di Reckheim e d'Aspremont-Lynden | Ferdinand van Lynden, barone di Lynden, conte di Reckheim         |  |  |       |  |  |                                                         |  |  |                                                        |  |
|                                                           |                                              | Anna Maria Elisabeth d'Aspremont-Lynden, contessa di Reckheim e d'Aspremont-Lynden | Ferdinand van Lynden, barone di Lynden, conte di Reckheim         |  |  |       |  |  |                                                         |  |  |                                                        |  |
|                                                           |                                              | Anna Maria Elisabeth d'Aspremont-Lynden, contessa di Reckheim e d'Aspremont-Lynden | Elisabeth zu Fürstenberg, contessa di Fürstenberg in Heiligenberg |  |  |       |  |  |                                                         |  |  |                                                        |  |
| Anna Maria Wilhelmine von Althann                         |                                              | Anna Maria Elisabeth d'Aspremont-Lynden, contessa di Reckheim e d'Aspremont-Lynden |                                                                   |  |  |       |  |  |                                                         |  |  |                                                        |  |
|                                                           |                                              | Karl Maximilian Lazansky, conte Lazansky von Bukowa                                | Ferdinand Rudolf Lazansky, conte Lazansky von Bukowa              |  |  |       |  |  |                                                         |  |  |                                                        |  |
|                                                           |                                              | Karl Maximilian Lazansky, conte Lazansky von Bukowa                                | Ferdinand Rudolf Lazansky, conte Lazansky von Bukowa              |  |  |       |  |  |                                                         |  |  |                                                        |  |
|                                                           |                                              | Karl Maximilian Lazansky, conte Lazansky von Bukowa                                | Margaretha Wratislaw von Mitrovic                                 |  |  |       |  |  |                                                         |  |  |                                                        |  |
| Maria Eleonore Lazansky, contessa Lazansky von Bukowa     |                                              | Karl Maximilian Lazansky, conte Lazansky von Bukowa                                |                                                                   |  |  |       |  |  |                                                         |  |  |                                                        |  |
|                                                           |                                              | Anna Elisabeth von Spandko, baronessa von Spandko                                  | Paris von Spandko, barone von Spandko                             |  |  |       |  |  |                                                         |  |  |                                                        |  |
|                                                           |                                              | Anna Elisabeth von Spandko, baronessa von Spandko                                  | Paris von Spandko, barone von Spandko                             |  |  |       |  |  |                                                         |  |  |                                                        |  |
|                                                           |                                              | Anna Elisabeth von Spandko, baronessa von Spandko                                  | Eva Maria Schirndinger von Schirnding                             |  |  |       |  |  |                                                         |  |  |                                                        |  |
|                                                           |                                              | Anna Elisabeth von Spandko, baronessa von Spandko                                  |                                                                   |  |  |       |  |  |                                                         |  |  |                                                        |  |